# Agnes Moorehead
Agnes Moorehead, född 6 december 1900 i Clinton i Massachusetts, död 30 april 1974 i Rochester i Minnesota, var en amerikansk skådespelare.

## Biografi
Moorehead var dotter till en presbyteriansk präst och redan som treåring började hon spela teater. Elva år gammal gjorde hon sin professionella debut i baletten och kören vid St. Louis Opera.
Efter collegeexamen undervisade hon i tal och drama. Från 1928 hade hon småroller på Broadway men satsade sedan på radion, där hon medverkade i flera radioserier.
1940 slöt hon sig till Orson Welles Mercury Theater Company och gjorde filmdebut 1941 i Welles'  film En sensation, där hon gjorde en minnesvärd roll som Kanes moder. 1942 nominerades hon för en Oscar för bästa kvinnliga biroll i De magnifika Ambersons.
Hon kom att nomineras för en Oscar ytterligare fyra gånger. Hon hade ett brett register, men var till sin fördel i roller som dominerande, neurotiska kvinnor. På TV syntes hon i TV-serien Bewitched (1964-1972).
Moorehead avled 1974 i livmodercancer. Även många andra som arbetat på inspelningen av Erövraren (1956) drabbades av cancer; Moorehead (och andra) misstänkte att cancern orsakats av radioaktivt nedfall från kärnvapentest som gjorts i närheten av filmens inspelningsplats.

## Filmografi i urval
- 1941 – En sensation
- 1942 – De magnifika Ambersons
- 1944 – Jane Eyre
- 1947 – Mörk passage
- 1948 – Våld i mörker
- 1949 – Säg ja till livet
- 1949 – Black Jack
- 1951 – Fjorton timmar
- 1951 – Teaterbåten
- 1954 – En läkares samvete
- 1955 – Morgondagen är vår
- 1956 – Erövraren
- 1956 – Svanen
- 1957 – Sanningen om Jesse James
- 1960 – Pollyanna
- 1962 – Så vanns vilda västern
- 1964 – Hysch, hysch, Charlotte!